# Альберти, Паолина
Паолина Альберти (29 февраля 1868, Пьянелло-Валь-Тидоне — 1958, Бухарест) — итальянская оперная певица (меццо-сопрано).

## Биография
Окончила с золотой медалью Музыкальный лицей в Пьяченце (1883), занималась также частным образом под руководством Чезаре Мельци. C 1887 г. пела на сценах Пьяченцы, Адрии, Падуи, Пармы, преимущественно в итальянском репертуаре (Азучена в «Трубадуре» и Прециозилла в «Силе судьбы» Верди, Лючия в «Сельской чести» Масканьи, слепая в «Джоконде» Понкьелли). В 1892 г. отправилась на гастроли в Южную Америку в составе итальянской оперной труппы под руководством баритона Энрико Массини. По возвращении в Старый Свет в 1893 г. вышла за него замуж в Александрии, там же годом позже появился на свет их сын Эджицио, будущий дирижёр. Супруги Массини продолжали карьеру разъездной оперной труппы (в частности, вернувшись в Латинскую Америку в 1909 году, а затем много выступая на Балканах). После Первой мировой войны Альберти осела в Румынии, где началась профессиональная карьера её сына.